# Sayuri Osuga
Sayuri Osuga –en japonés, 大菅小百合, Osuga Sayuri– (Shibetsu, 27 de octubre de 1980) es una deportista japonesa que compitió en patinaje de velocidad sobre hielo.
Ganó una medalla de bronce en el Campeonato Mundial de Patinaje de Velocidad sobre Hielo en Distancia Individual de 2007, en la prueba de 500 m. Participó en dos Juegos Olímpicos de Invierno, en los años 2002 y 2006, ocupando el octavo lugar en Turín 2006, en la misma prueba.

## Palmarés internacional
| Campeonato Mundial en Distancia Individual | Campeonato Mundial en Distancia Individual | Campeonato Mundial en Distancia Individual | Campeonato Mundial en Distancia Individual |
| Año                                        | Lugar                                      | Medalla                                    | Prueba                                     |
| ------------------------------------------ | ------------------------------------------ | ------------------------------------------ | ------------------------------------------ |
| 2007                                       | Salt Lake City (Estados Unidos)            | Medalla de bronce                          | 500 m                                      |